# Jiří Hanzl
Jiří Hanzl (* 13. Juli 1922 in Prag, Tschechoslowakei; † Ende Oktober 2011 in Bergisch Gladbach, Deutschland) war ein tschechischer Eishockeytorwart und -trainer.

## Karriere
Jiří Hanzl erhielt im Alter von sechs Jahren seine ersten Schlittschuhe geschenkt und begann mit dem Eishockeyspielen auf der zugefrorenen Moldau. Mit seinem Bruder Jan Hanzl spielte er beim SK Smíchov im Sommer Fußball und im Winter Eishockey. Später wechselten beide zum SK Podolí Prag. Der SK Podolí wurde in den späten 1940er Jahren mehrfach fusioniert und schließlich 1949 aufgelöst. Daher wechselten die Hanzl-Brüder zu Sparta ČKD Sokolovo Prag. Dort gewannen sie in den Jahren 1953 und 1954 die tschechoslowakische Meisterschaft.
Da er als Gegner des kommunistischen Systems galt, wurde er trotz guter Leistungen zunächst nicht für die tschechoslowakische Nationalmannschaft berücksichtigt. Erst in der Saison 1954/55 wurde er erstmals nominiert und gewann mit dem Team bei der Weltmeisterschaft 1955 die Bronzemedaille. Die Olympischen Winterspiele 1956 verpasste er wegen einer Gesichtsverletzung. Insgesamt absolvierte er 15 Länderspiele.
Im Jahr 1960 gehörte Hanzl zu einer Gruppe von tschechoslowakischen Spielern, denen Wettbetrug vorgeworfen wurde. In der Folge wurde er verurteilt, erhielt eine dreijährige Haftstrafe sowie ein Berufsverbot. 1968 flüchtete er mit seiner Frau über Jugoslawien nach Deutschland.

### Trainerlaufbahn
Nach seinem Karriereende war Hanzl lange Zeit als Trainer tätig. Mit der österreichischen Nationalmannschaft belegte er bei den Olympischen Winterspielen 1968 den 13. Rang. In Deutschland trainierte er in der Saison 1970/71 zunächst das Team des Kölner EK in der damals noch zweitklassigen Oberliga. Bei seiner nächsten Station, dem EC Deilinghofen, war er der erste hauptberufliche Trainer der Vereinsgeschichte. In der Saison 1971/72 erreichte das von ihm trainierte Team in der Oberliga den dritten Platz. Dank guter Konditionsarbeit gelang ein Jahr später sogar der zweite Rang. Aus finanziellen Gründen konnte der ECD den Vertrag anschließend nicht verlängern und Hanzl wurde erster Bundesliga-Trainer der aufgestiegenen Kölner Haie. Nach einem schwachen Saisonstart wurde er Anfang Dezember 1973 entlassen und von seinem Vorgänger Ondrej Bendík abgelöst.
In den folgenden Jahren war Hanzl bei verschiedenen Klubs der 2. Bundesliga tätig. Während der Spielzeit 1974/75 löste er Dieter Hoja als Trainer des Duisburger SC ab. In der Saison 1975/76 wurde er Trainer des TSV Straubing 1861. Wie schon in Deilinghofen war er auch dort der erste hauptamtliche Übungsleiter. Er blieb bis 1978 im Amt. Weitere Trainerstationen waren von 1978 bis 1980 erneut der Duisburger SC, in der Saison 1980/81 der Herner EV sowie zwischen 1981 und 1983 der RSC Bremerhaven. Die letzte dokumentierte Station ist der Duisburger SV aus der Saison 1989/90.